# Лю Кан
Лю Кан (англ. Liu Kang, вар. Лю Канг, Лю Кенг, кит. 刘康) — вигаданий персонаж серії відеоігор Mortal Kombat, створений геймдизайнером Джоном Тобіасом і програмістом Едом Будном. Лю Кан з'явився в першій грі серії Mortal Kombat. Він є шаолінським монахом і бере участь в "Смертельній битві", щоб врятувати земний світ від знищення. Лю виступає одним з захисників Землі разом із Джонні Кейджом, Сонею Блейд і богом грому Рейденом. В останніх іграх серії Лю Кана вбивають злі чаклуни Шен Цунг і Куан Чі, але його дух продовжує захищати Землю, використовуючи тіло, відновлене Рейденом. В більшості ігор Лю Кен є ігровим персонажем, також він з'являється в ряді фільмів і коміксів по всесвіту Mortal Kombat.
З самого початку Лю Кан створювався як позитивний персонаж, тому всі його бойові прийоми в грі є набагато менш жорстокі, ніж в інших персонажів і не складні у виконанні. Багато ігрових критиків хвалили Лю Кана за те, що за нього грати "легко і весело", в той час як інші критикували його за стиль бою і крики. За основу образу Лю Кана був взятий стиль і образ легендарного Брюса Лі. Можна вважати, що Лю Кан є головним персонажем всесвіту Mortal Kombat.

## Історія створення
Спочатку Лю Кана планували назвати Мінамото Йо Шін Су (Minamoto Yo Shin Soo), і він мав стати персонажем японської міфології, але розробники гри не змогли домовитись з приводу імені. 
В першій грі серії, весь образ Лю Кана був змальований з Брюса Лі: в нього була коротке волосся, а весь його одяг — це біла майка, штани в смужку і чорні туфлі.
В двох перших іграх, де використовувались спрайти з оцифрованого відео з живими акторами, Лю Кана грав американець корейського походження Пак Хо Сон (кор. 박호성, англ. Ho Sung Pak). Джон Тобіас в одному з інтерв'ю заявив, що Лю Кана планувалось зробити лисим монахом, але містер Хо Сон відмовився голитися на лисо, тому довелось змінити образ персонажа.

## Біографія
В першій частині Mortal Kombat шаолінський монах Лю Кан вперше бере участь в турнірі "Смертельна битва", щоб врятувати Землю від знищення після того, як земні бійці програли вже кілька турнірів підряд. Лю Кану вдалось перемогти Шан Цунга, після чого він став новим чемпіоном, чим і виборов спасіння для Землі.
В другій частині гри Лю Кан повертається на Землю і бачить свій храм в руїнах, а бойових товаришів мертвими або пораненими. Він знову змушений брати участь в турнірі й битись за Землю. Після кількох важких битв він доходить до винуватця цього всього - Шао Кана. Лю Кан знову доходить до фіналу в "Смертельній битві", де перемагає володаря Шао Кана й рятує Землю від знищення. 

## Ігровий процес
Лю Кан в основному використовує удари ногами. Культовим став його політ через весь екран і удар ногою в корпус противника. Також не менш відомим є його "велосипедний" удар в корпус, коли він летить на противника та б'є його ногами, ніби крутить педалі велосипеда. Ще одним його чудовим прийомом є "Полум'я дракона" або, як його прозвали в народі, верхній і нижній "Фаєр бол", яке він викидає з своїх рук в сторону противника, і яке має форму дракона. Майже у всіх іграх серії Лю Кан може робити цей прийом не тільки сидячи і стоячи, а ще й в повітрі.
Не можна також оминути стороною його "Фірмові" прийоми, або так звані "Фаталіті". Одним з таких прийомів є аперкот неймовірної сили, який підкидає противника в повітря на декілька секунд. В деяких іграх цей аперкот відриває противнику голову, або розриває тіло на частини. 
Другим таким прийомом стало перетворення Лю в дракона, де він відгризає своїй жертві верхню частину тіла, або спалює противника заживо.